# Férfi 3000 méteres szuperdöntő a 2019-es rövidpályás gyorskorcsolya-Európa-bajnokságon
A 2019-es rövidpályás gyorskorcsolya-Európa-bajnokságon a férfi 3000 méteres szuperdöntő fináléját január 13-án, délután rendezték a hollandiai Dordrechtben.
A férfiak 3000 méteres szuperdöntőjét az olasz Yuri Confortola nyerte, ugyanakkor az ezüstérmet az izraeli Vladislav Bykanov szerezte meg. A harmadikként ért be a 20 éves Liu Shaoang, míg bátyja – az MTK 23 éves versenyzője –, Liu Shaolin Sándor negyedikként ért célba.

## Versenynaptár
Az időpont helyi idő szerint olvashatóak (UTC +01:00).
| Dátum                      | Időpont | Forduló |
| -------------------------- | ------- | ------- |
| 2019. január 13., vasárnap | 16:54   | Döntő   |

## Eredmény
| #  | ország              | név                  | pont | bónusz | össz. pont | pont szerinti helyezés | legjobb idő |
| -- | ------------------- | -------------------- | ---- | ------ | ---------- | ---------------------- | ----------- |
|    | Olaszország (ITA)   | Yuri Confortola      | 34   |        | 34         | 1                      | 4:43,014    |
|    | Izrael (ISR)        | Vladislav Bykanov    | 21   | 5      | 26         | 2                      | 4:44,701    |
|    | Magyarország (HUN)  | Liu Shaoang          | 13   |        | 13         | 3                      | 4:46,026    |
| 4  | Magyarország (HUN)  | Liu Shaolin Sándor   | 8    |        | 8          | 4                      | 4:46,110    |
| 5  | Oroszország (RUS)   | Szemjon Jelisztratov | 5    |        | 5          | 5                      | 4:46,287    |
| 6  | Oroszország (RUS)   | Gyenisz Ajrapetyan   | 3    |        | 3          | 7                      | 4:46,417    |
| 7  | Belgium (BEL)       | Stijn De Smet        | 2    |        | 2          | 8                      | 4:46,510    |
| 8  | Franciaország (FRA) | Thibaut Fauconnet    | 1    |        | 1          | 9                      | 4:47,504    |
| 9  | Franciaország (FRA) | Sébastien Lepape     | 0    | 5      | 5          | 6                      | 4:48,113    |
| 10 | Oroszország (RUS)   | Pavel Szitnyikov     |      |        |            | 10                     | 5:45,962    |